# Milwaukee Bucks
Die Milwaukee Bucks sind eine Mannschaft der nordamerikanischen Basketball-Profiliga NBA. Seine Heimspiele trägt das Franchise seit der Saison 2018/19 im Fiserv Forum in Milwaukee, Wisconsin aus. Das Franchise gewann 1971 und 2021 den NBA-Titel. 2024 konnten die Bucks zudem den 2023 neu eingeführten NBA Cup gewinnen.

## Geschichte

### Klubgründung und Oscar Robertson/Lew Alcindor-Ära (1968–1975)

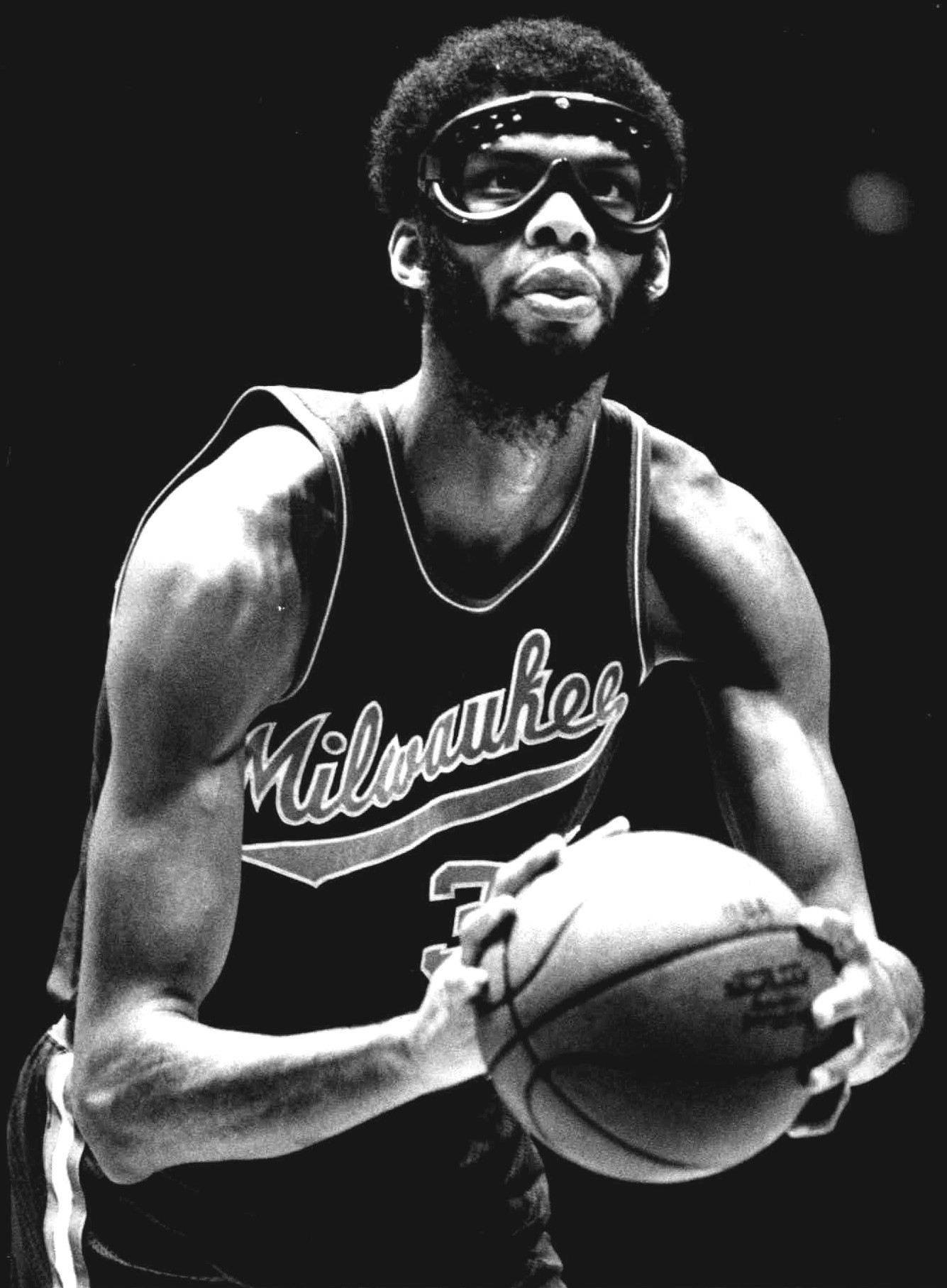
Center Kareem Abdul-Jabbar (1969–1975)

Die Milwaukee Bucks wurden im Januar 1968 gegründet und nahmen in der Saison 1968/69 ihren Spielbetrieb in der NBA auf. Die Bucks waren bereits nach wenigen Jahren außerordentlich erfolgreich. Man wählte Lew Alcindor (später Kareem Abdul-Jabbar) beim NBA-Draft 1969 an erster Stelle aus. Zudem stieß ein Jahr später Superstar Oscar Robertson zum Team. Dieses Duo machte die Bucks zu einem der dominantesten Teams der frühen 1970er. Schon in ihrer dritten Saison schafften sie mit 20 Siegen in Folge die bis dato längste Siegesserie in der NBA. In derselben Saison gewannen die Bucks ihre erste NBA-Meisterschaft. Im NBA-Finale demontierten sie die Baltimore Bullets mit 4:0 Siegen. Die Bucks sind mit diesem Titel nach nur drei Jahren bis heute die Mannschaft, die nach ihrer Gründung am schnellsten die NBA-Trophäe gewinnen konnte.

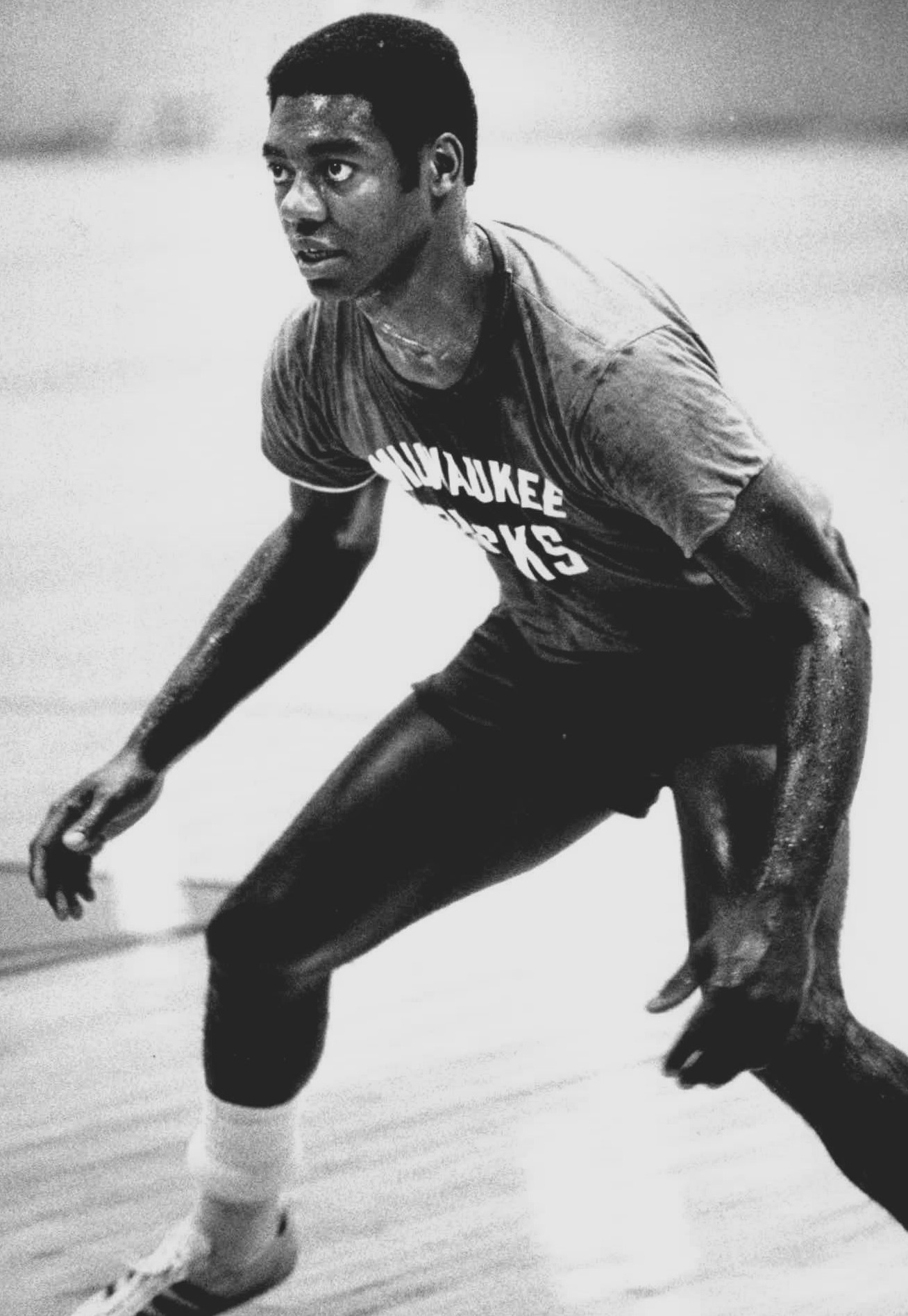
Point Guard Oscar Robertson (1970–1974)

Auch in den darauffolgenden Jahren blieben die Bucks ein Topteam in der Eastern Conference. Sie konnten ihre Central Division gleich viermal in Folge gewinnen (1971–1974). In der Saison 1973/74 schaffte es die Mannschaft erneut ins NBA-Finale, diesmal verloren sie gegen die Boston Celtics mit 2:4 Siegen. Nach der Finalniederlage verließ Abdul-Jabbar die Bucks und wechselte zu den Los Angeles Lakers. Robertson dagegen beendete seine Karriere bereits 1974.

### Die erfolgreichen Jahre unter Don Nelson (1976–1990)
Das Team wurde mit Abdul-Jabbars Transfer neustrukturiert. Don Nelson, der 1976 das Team übernahm, baute um Spieler wie Sidney Moncrief, Marques Johnson, Paul Pressey, Ricky Pierce, Bob Lanier, Terry Cummings oder Jack Sikma, eine schlagkräftige Mannschaft auf, die in den 1980ern zu den besten der Liga gehörte und regelmäßig die Play-offs erreichte. In dieser Zeit machte sich die Fangemeinde in Milwaukee Sorgen um die Zukunft der Bucks, denn die Bucks spielten bis dato in der kleinsten Halle der NBA und die Stadt wollte keine größere bauen. Deshalb gingen Gerüchte um, die Bucks könnten die Stadt verlassen. 1985 kaufte Herb Kohl die Milwaukee Bucks und ließ mit anderen Geschäftsleuten aus Milwaukee eine neue Halle errichten. Im Allgemeinen gehörten jedoch die 1980er zu den erfolgreichen Jahren des Teams. 1983, 1984 und 1986 erreichten die Bucks das Eastern-Conference-Finale, ohne jedoch eine Serie zu gewinnen. 1987 verließ Nelson die Bucks und Del Harris übernahm. Milwaukee blieb noch bis Anfang der 1990er konkurrenzfähig, danach setzte jedoch, mit den Rücktritt vieler Stars, der schleichende Umbruch ein.

### Lange Phase des Neuaufbaus (1991–1999)
Danach folgte eine lange Phase des Wiederaufbaus. Durch schlechte Saisonbilanzen waren hohe Draftpositionen garantiert. 1993 wählte man Vin Baker, 1994 folgte Glenn Robinson und 1996 erhielt man Ray Allen. Der sportliche Erfolg wollte sich jedoch nicht sofort einstellen, so dass Baker 1997 zu den Seattle SuperSonics für Terrell Brandon und Tyrone Hill transferiert wurde. Ebenso wurde 1998 George Karl als neuer Trainer verpflichtet. Nachdem man auch noch Sam Cassell von den New Jersey Nets erhalten hatte, kehrte auch der sportliche Erfolg zurück und man qualifizierte sich 1999 erstmals nach acht Jahren für die Play-offs.

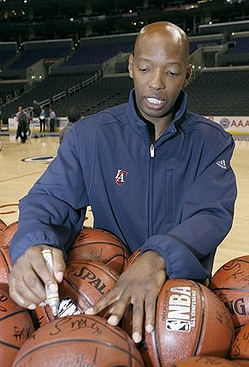
Sam Cassell (1999–2003)

### Kurze erfolgreiche Zeit mit Allen, Robinson und Cassell (1999–2003)
Gegen Ende der 1990er Jahre folgte eine sportlich sehr erfolgreiche Zeit und die Bucks konnten sich einige Jahre in den Play-offs etablieren und galten lange Zeit als eines der Top Clubs in der Eastern Conference. 2001 erreichte man erneut das Eastern-Conference-Finale, schied jedoch knapp gegen die Philadelphia 76ers aus. Die erfolgreiche Zeit endete gegen Mitte der 2000er Jahre nachdem Robinson, Allen und Cassell nacheinander die Mannschaft verließen und die als Nachfolger verpflichteten Hoffnungsträger nicht wie erhofft sportlich überzeugen konnten, oder durch Verletzungen immer wieder zurückgeworfen wurden. Vor allem Center Andrew Bogut, der beim NBA-Draft 2005 an erster Stelle gezogen wurde, konnte nie der erhoffte volle Leistungsträger werden.

### Die erfolglose Zeit mit Michael Redd (2003–2009)
Der größte Lichtblick in diesen Jahren war Michael Redd. Dieser gehörte Mitte der 2000er zu den besten Scorern der Liga. Die Bucks erreichten 2006 mit einer 40:42-Siegesbilanz die Play-offs, verloren jedoch die Serie mit 1–4 gegen die Detroit Pistons. In den kommenden Jahren machten die Bucks durch falsche Draftentscheidungen und wechselnden Trainern von sich Reden. Die Play-offs wurden zwischen 2007 und 2009 dreimal in Folge verpasst. Die hochgezogenen Draftpicks Bogut, Yi Jianlian und Joe Alexander enttäuschten und wurden früh abgegeben. Weswegen der bisherige Manager Larry Harris, im Jahre 2008 durch John Hammond ersetzt wurde. Michael Redd verletzte sich in der Saison 2009/10 schwer am Knie, so dass er nach seiner Genesung nicht mehr an frühere Leistungen anknüpfen konnte und verließ 2011 das Team.

### Die Brandon Jennings-Ära (2009–2013)
In der Draft 2009 sicherten sie die Bucks die Rechte an Guard Brandon Jennings. Um ihn herum soll ein neues Team aufgebaut werden und die Bucks etablierten sich wieder als Play-off-Anwärter und konnten diese 2009/10 ebenfalls erreichen. Vor allem Trainer Scott Skiles sorgte für eine Stabilisierung der Bucks, die zwar 2010 und 2011 die Play-offs wieder verpassten, jedoch nur knapp hinter den anderen Teams lag. Im Frühjahr 2012 sicherten sich die Bucks durch einen Trade die Dienste von Guard Monta Ellis für Bogut, um Jennings einen weiteren Scorer zur Seite zu stellen. Mit Ellis und Jennings auf den Guard-Positionen wollten die Bucks wieder ein Aushängeschild der Conference werden. Weitere wichtige Bausteine dazu sollen die Forwards Ersan İlyasova, Luc Mbah a Moute und Center Samuel Dalembert sein.
Während der Saison 2012/13 erreichten die Bucks als Dritter der Central Division und Achter der Eastern Conference nach drei Jahren wieder die Play-offs. Dort trafen sie auf den Meister des Vorjahres, die Miami Heat. Gegen Miami schieden die Bucks mit 0:4 Siegen aus. Kurz darauf wurde Headcoach Jim Boylan als Headcoach entlassen, sein Nachfolger wurde Larry Drew. Drew hatte zuvor die Atlanta Hawks als Headcoach betreut. Im Sommer 2013 verließ Jennings die Bucks und wechselte, für Brandon Knight, zu den Detroit Pistons. Auch Ellis und Dalembert wechselten und unterschrieben bei den Dallas Mavericks.

### Neubeginn mit Giannis Antetokounmpo (seit 2013)

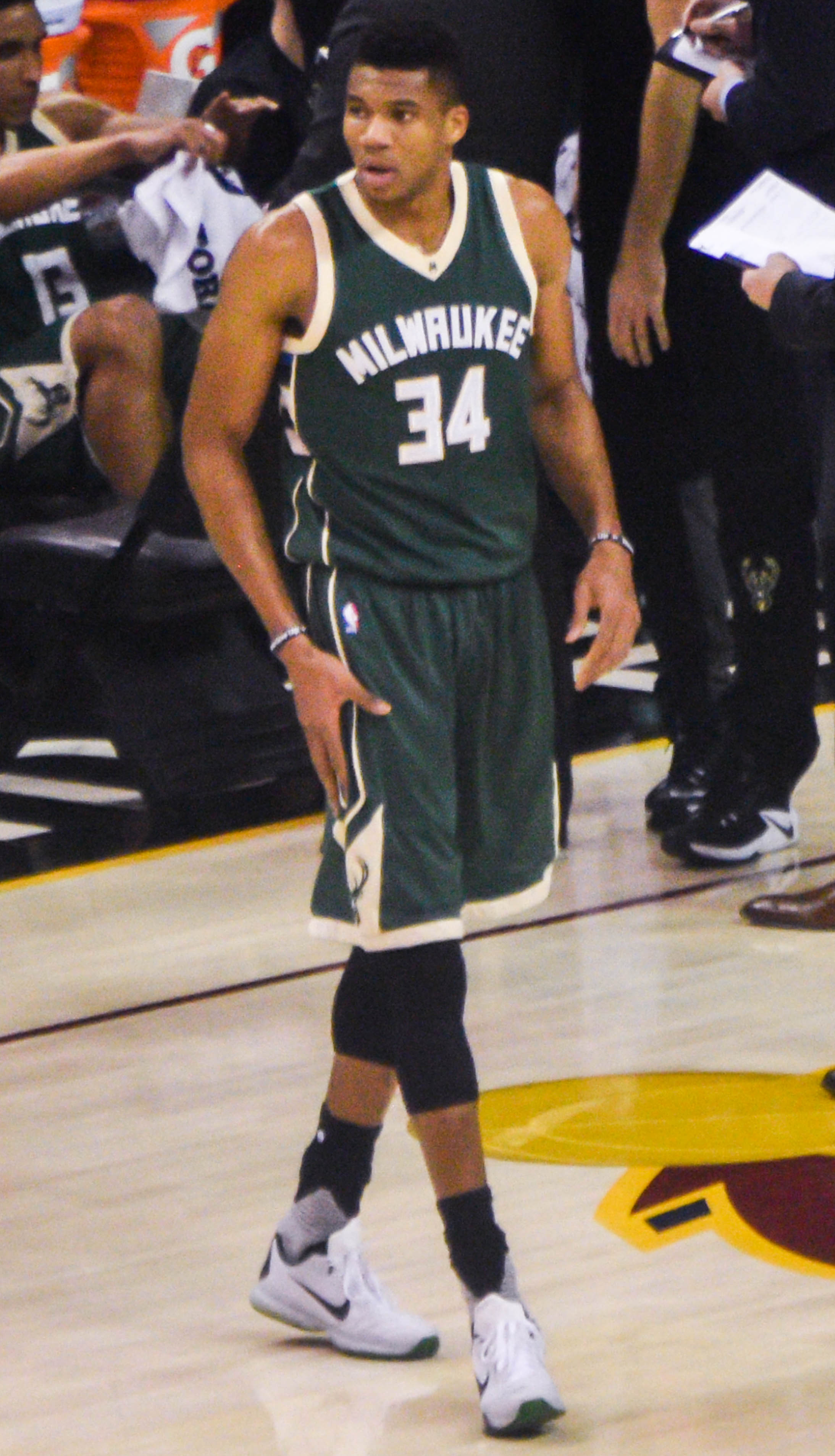
Giannis Antetokounmpo spielt seit 2013 für die Bucks

Als Ersatz wurden unter anderem O. J. Mayo, Caron Butler und Zaza Pachulia verpflichtet. Zusätzlich wurde der Vertrag mit dem hoffnungsvollen Centertalent Larry Sanders verlängert. Die Saison endete sportlich am Tabellenende der Eastern Conference. Mit lediglich 15 Siegen und 67 Niederlagen waren die Bucks das schlechteste Team der gesamten Liga. Mit Ende der Spielzeit 2013/2014 gab Herb Kohl den Verkauf der Bucks an Wesley Edens und Marc Lasry für einen Preis von 550 Millionen US-Dollar bekannt. Beim Verkauf der Bucks wurde vertraglich festgehalten, dass die Bucks in Milwaukee verbleiben sollen und nicht umgesiedelt werden.

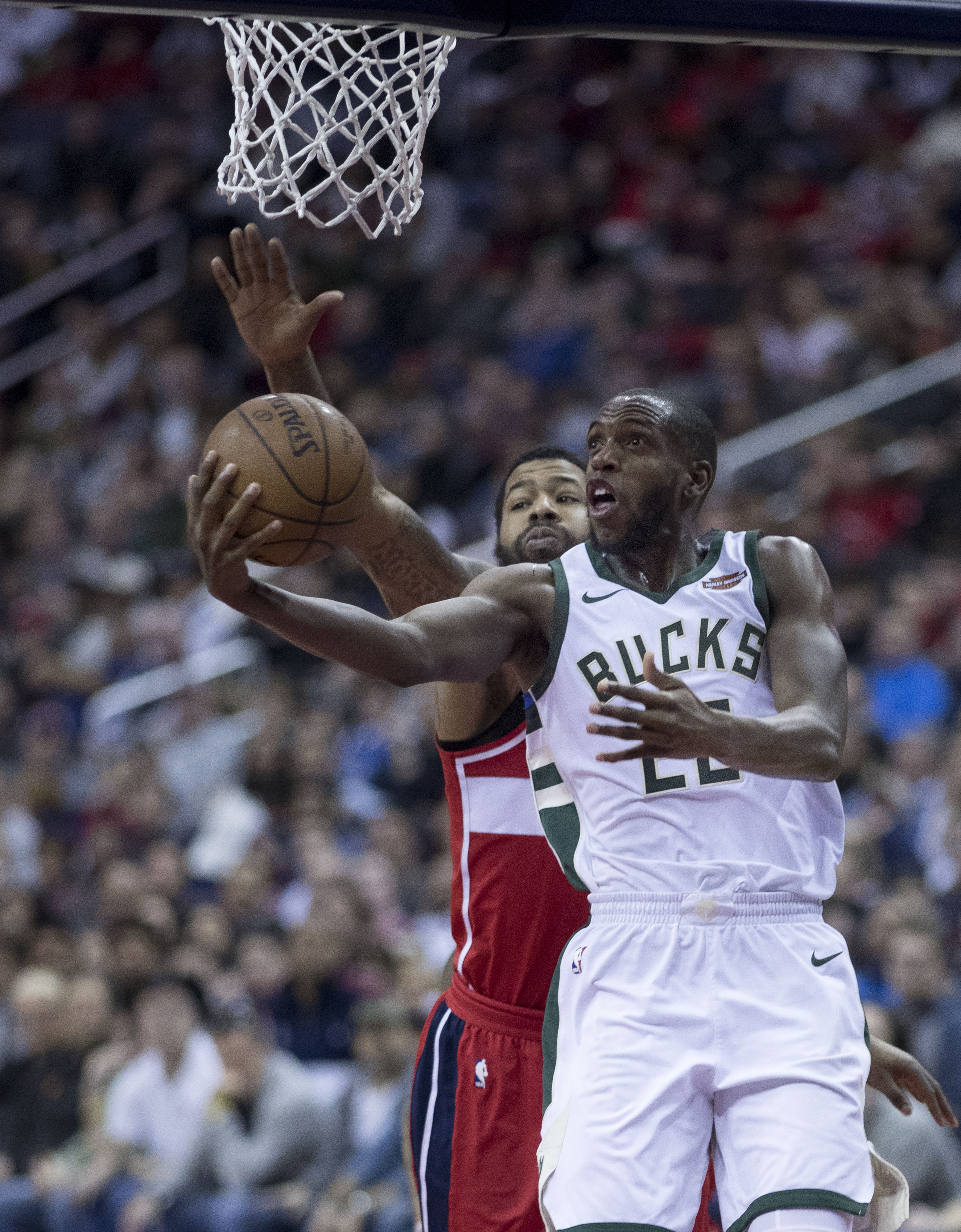
Khris Middleton (Seit 2013 bei den Bucks)

Beim NBA-Draft 2014 erhielten die Bucks das zweite Wahlrecht und zogen Jabari Parker von der Duke University. Neuer Headcoach zur Spielzeit 2014/2015 wurde Jason Kidd, der zuvor die Brooklyn Nets betreute und in die zweite Runde der Play-offs führte. Zuvor hatten die Bucks die Trennung von Larry Drew bekannt gegeben.
Die Bucks entwickelten sich in der Saison 2014/15 zu einer positiven Überraschung und kämpften lange um einen Platz in den Play-offs, obwohl das Team mit mehreren Zwischenfällen zu kämpfen hatte. So zog sich der bis dahin überragende Jabari Parker im Dezember einen Kreuzbandriss zu, und Larry Sanders bat aufgrund mentaler Probleme um eine Vertragsauflösung. Im Laufe der Saison wurde der amtierende Rookie Of The Year Michael Carter-Williams verpflichtet und der einstige First Pick Kenyon Martin mit einem Zehn-Tage-Vertrag geholt, trotz ansprechender Leistungen jedoch nicht weiterverpflichtet. Am Ende der Saison belegten die Bucks völlig überraschend den 6. Rang in der Eastern Conference und kamen so in die Play-offs, wo man in Runde 1 den Chicago Bulls in sechs Spielen unterlag.
Trotz der Verpflichtung von Free Agent Greg Monroe und der Wiedergenesung von Jabari Parker, konnten sich die Bucks nicht erneut für die Play-offs qualifizieren. Auf der anderen Seite entwickelte sich jedoch vor allem Giannis Antetokounmpo und Khris Middleton weiter, die einen großen Leistungssprung erreichten. Im Jahr 2017 wurde Antetokounmpo der erste Bucks All-Star seit Michael Redd im Jahre 2004. Außerdem qualifizierten sich die Bucks in der Saison 2016/17 für die Play-offs mit dem 6. Rang in der Eastern Conference. In der ersten Runde trafen die Bucks auf die Toronto Raptors und unterlagen diesen in sechs Spielen. Am Ende der Saison wurde Malcolm Brogdon mit dem NBA Rookie of the Year Award ausgezeichnet, Antetokounmpo konnte den NBA Most Improved Player Award gewinnen.
In der darauffolgenden Saison waren die Erwartungen hoch. Da diese bis zur Mitte der Saison nicht erfüllt werden konnten, wurde Trainer Kidd entlassen und sein Assistenztrainer Joe Prunty übernahm den Posten. Mit ihm erreichten die Bucks erneut die NBA-Play-offs, wo man in einer engen Serie den Boston Celtics in der ersten Runde mit 3–4 unterlag.
Zur Saison 2018/19 präsentierten die Bucks Mike Budenholzer als neuen Headcoach. Budenholzer hatte zuvor die Atlanta Hawks von 2013 bis 2018 als Headcoach betreut. Beim NBA-Draft 2018 sicherten sich die Milwaukee Bucks an 17. Position den Shooting Guard Donte DiVincenzo, der kurz zuvor in der abgelaufenen NCAA-Saison die NCAA Division I Basketball Championship mit Villanova errungen hatte. In der Free-Agency-Phase verpflichtete Milwaukee den Center Brook Lopez, außerdem kehrte der türkische Forward Ersan Ilyasova nach drei Jahren an seine alte Wirkungsstätte zurück. Der einstige 2. Pick des 2014er Drafts Jabari Parker wechselte nach enttäuschenden ersten Jahren in Milwaukee in seine Heimatstadt Chicago zu den Bulls.
Milwaukee ging ansonsten unverändert in die neue Saison und spielten die stärkste Regular Season seit 1981. Sie erreichten mit 60 Siegen den ersten Platz der Eastern Conference. Antetokounmpo und Khris Middleton wurden in das All-Star Game eingeladen. In den Play-offs bezwangen sie mühelos die Detroit Pistons und Boston Celtics und erreichten erstmals seit 2001 wieder das Conference-Finale, wo man sich den Toronto Raptors jedoch mit 2:4 geschlagen geben musste.

## Spielstätten
Bei ihrer Gründung im Jahr 1968 zogen die Bucks in die UW–Milwaukee Panther Arena. Die 1950 erbaute Arena war bis 1988 die Heimhalle der Bucks. Bereits Anfang der 1980er Jahre wurden Stimmen laut, dass die Bucks in Zukunft eine neue Spielstätte brauchen würden um weiterhin konkurrenzfähig zu sein. Durch die Anstrengungen des Bucks-Eigentümers Herb Kohl wurden Pläne für eine neue Arena geschmiedet und letztendlich in die Tat umgesetzt.
1986 wurde der Grundstein für das BMO Harris Bradley Center gelegt, welches schließlich 1988 eröffnet wurde. Ab der Saison 1988/89 war das Bradley Center die Heimhalle der Bucks und beheimatete außerdem das Trainingszentrum des Clubs sowie Räumlichkeiten der Clubführung. Im September 2013 gab die NBA an, dass die Arena der Bucks nicht mehr zeitgemäß sei und dass in naher Zukunft eine neue Halle entstehen müsse, um das Franchise in Milwaukee halten zu können. Im Juni 2016 begannen die Milwaukee Bucks mit dem Bau einer neuen Arena, welche zur Saison 2018/19 fertiggestellt wurde.
Ab der Spielzeit 2018/19 tragen die Bucks ihre Heimspiele im neuen Fiserv Forum aus.

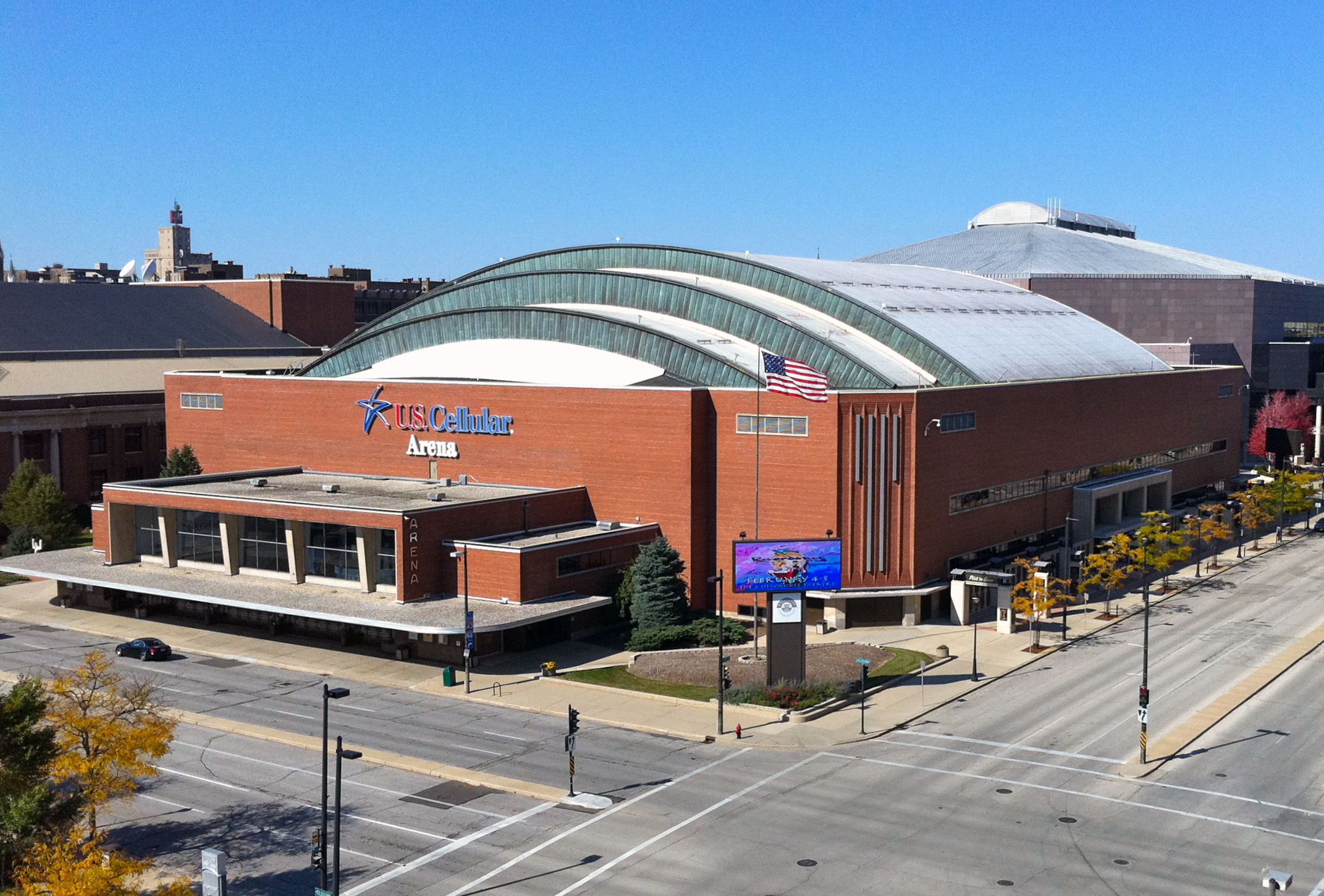
Die UW–Milwaukee Panther Arena, die ehemalige Heimhalle der Milwaukee Bucks
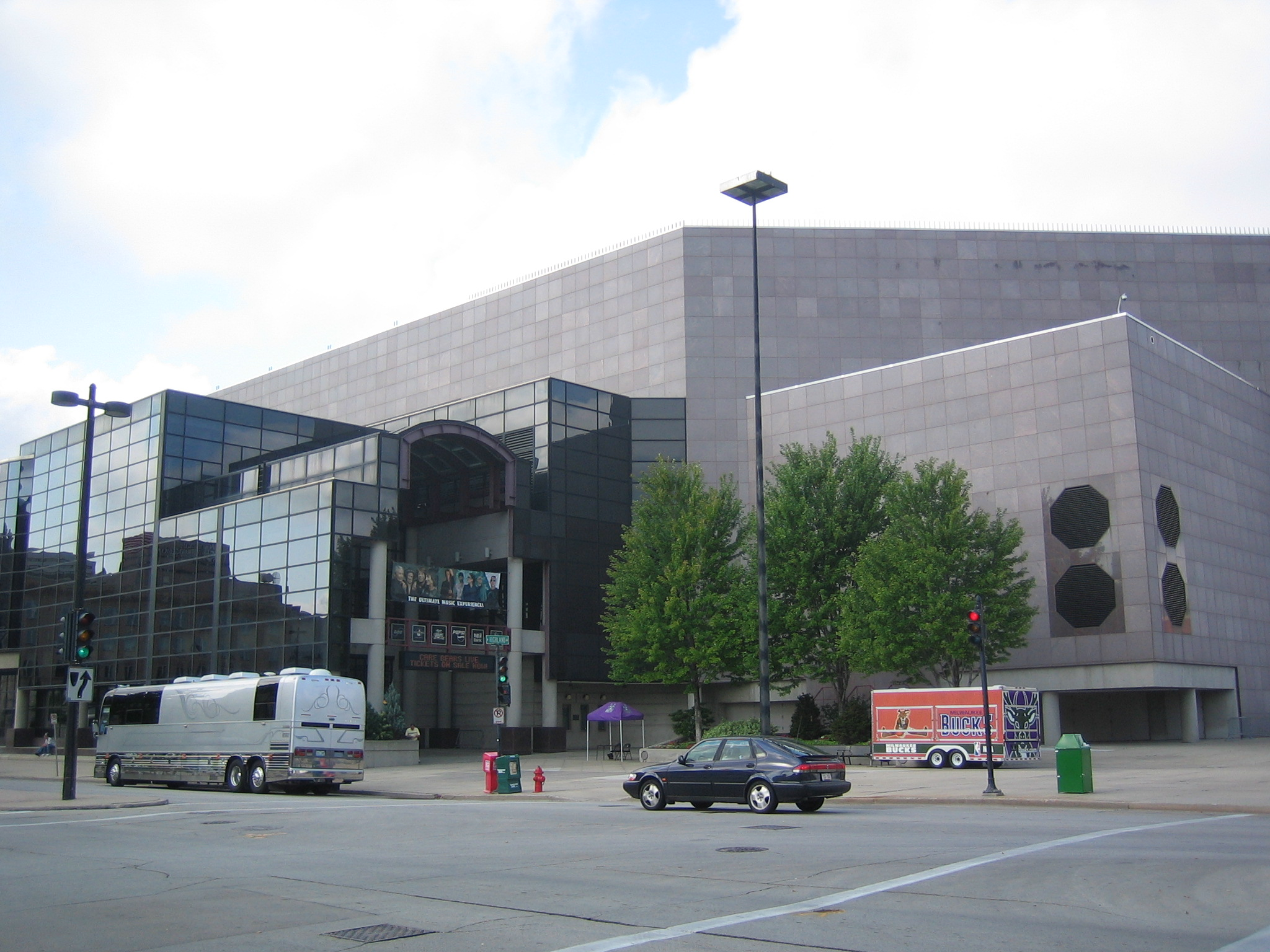
Das BMO Harris Bradley Center im September 2005
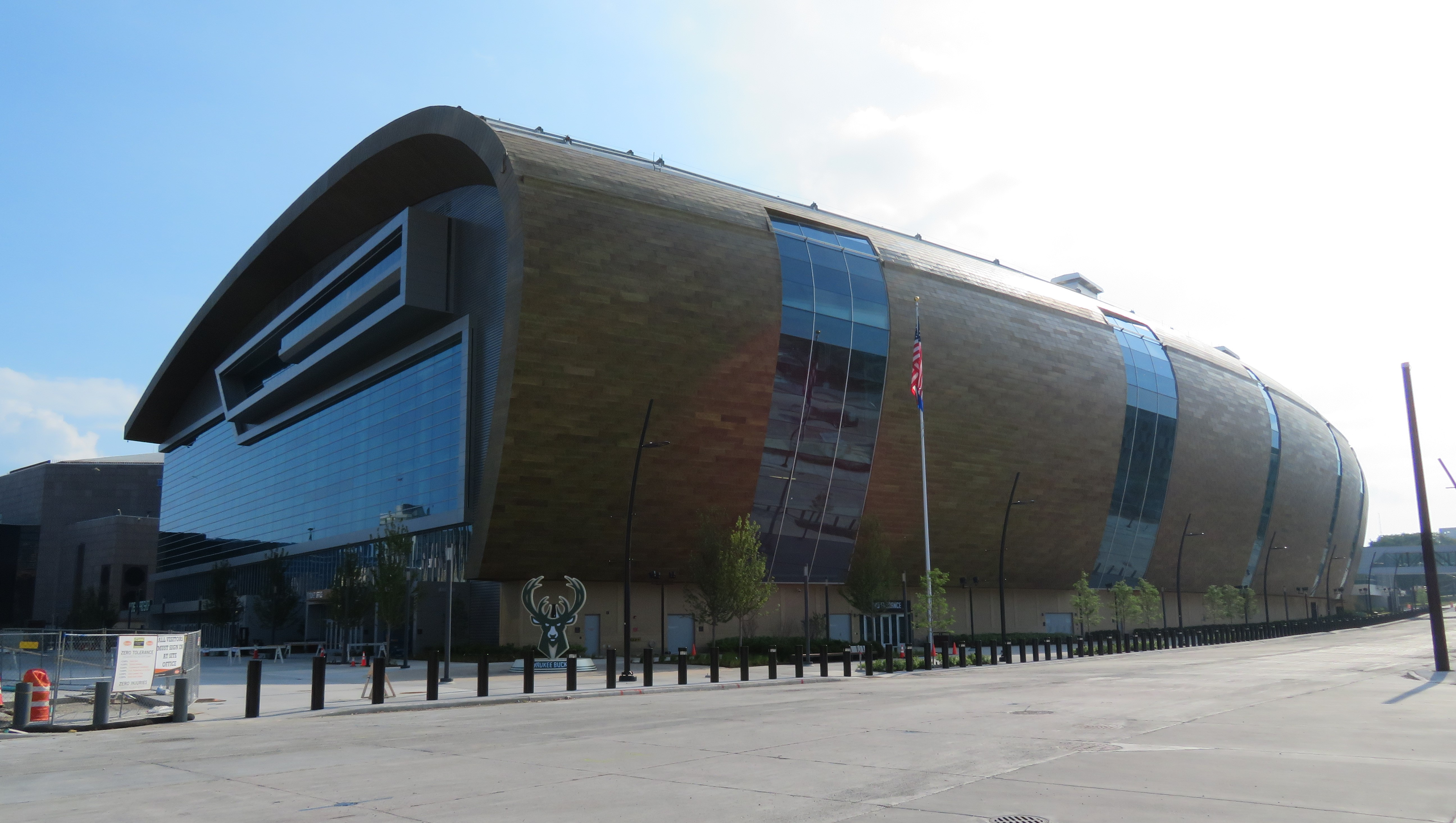
Das Fiserv Forum Mitte Juli 2018

## Aktueller Kader
| Nr. | Nat.                       | Name                  | Position | Geburt     | Größe  | Info | College          |
| --- | -------------------------- | --------------------- | -------- | ---------- | ------ | ---- | ---------------- |
| 0   | Vereinigte Staaten         | Damian Lillard        | Guard    | 15.07.1990 | 188 cm |      | Weber State      |
| 00  | Vereinigte Staaten         | Jericho Sims          | Center   | 20.10.1998 | 208 cm |      | Texas            |
| 3   | Vereinigte Staaten         | Kevin Porter Jr.      | Guard    | 04.05.2000 | 193 cm |      | USC              |
| 5   | Vereinigte Staaten         | Gary Trent Jr.        | Guard    | 18.01.1999 | 196 cm |      | Duke             |
| 7   | Vereinigte Staaten         | Chris Livingston      | Forward  | 15.10.2003 | 198 cm | R    | Kentucky         |
| 9   | Vereinigte Staaten         | Bobby Portis          | Forward  | 10.02.1995 | 211 cm |      | Arkansas         |
| 11  | Vereinigte Staaten         | Brook Lopez           | Center   | 01.04.1988 | 213 cm |      | Stanford         |
| 12  | Vereinigte Staaten         | Taurean Prince        | Forward  | 22.03.1994 | 198 cm |      | Baylor           |
| 13  | Vereinigte Staaten         | Ryan Rollins          | Guard    | 03.07.2002 | 191 cm |      | Toledo           |
| 15  | Vereinigte Staaten         | Jamaree Bouyea        | Guard    | 27.06.1999 | 188 cm | G    | USF              |
| 17  | Nigeria Vereinigte Staaten | Stanley Umude         | Guard    | 12.04.1999 | 198 cm | G    | Arkansas         |
| 18  | Vereinigte Staaten         | Kyle Kuzma            | Forward  | 24.07.1995 | 206 cm |      | Utah             |
| 20  | Vereinigte Staaten         | AJ Green              | Guard    | 27.09.1999 | 196 cm |      | Northern Iowa    |
| 21  | Vereinigte Staaten         | Tyler Smith           | Forward  | 01.11.2004 | 206 cm | R    | George Bush (HS) |
| 24  | Vereinigte Staaten         | Pat Connaughton       | Guard    | 06.01.1993 | 196 cm |      | Notre Dame       |
| 34  | Griechenland               | Giannis Antetokounmpo | Forward  | 06.12.1994 | 211 cm | C    | Griechenland     |
| 35  | Vereinigte Staaten         | Pete Nance            | Forward  | 19.02.2000 | 208 cm | G    | North Carolina   |
| 44  | Vereinigte Staaten         | Andre Jackson Jr.     | Guard    | 13.11.2001 | 198 cm |      | UConn            |

| Nat.               | Name             | Position       |
| ------------------ | ---------------- | -------------- |
| Vereinigte Staaten | Doc Rivers       | Head Coach     |
| Vereinigte Staaten | Vin Baker        | Assistenzcoach |
| Vereinigte Staaten | D.J. Bakker      | Assistenzcoach |
| Vereinigte Staaten | Sidney Dobner    | Assistenzcoach |
| Vereinigte Staaten | David Joerger    | Assistenzcoach |
| Vereinigte Staaten | Rex Kalamian     | Assistenzcoach |
| Vereinigte Staaten | Nate Mitchell    | Assistenzcoach |
| Vereinigte Staaten | Josh Oppenheimer | Assistenzcoach |
| Vereinigte Staaten | Patrick Mutombo  | Assistenzcoach |
| Vereinigte Staaten | Joe Prunty       | Assistenzcoach |

| Abk. | Bedeutung                       |
| ---- | ------------------------------- |
| Nr.  | Trikotnummer                    |
| Nat. | Nationalität                    |
| C    | Mannschaftskapitän              |
| R    | Rookie                          |
| G    | Two-way contract                |
|      | Verletzungsbedingte Inaktivität |

## Ehrungen und nennenswerte Leistungen

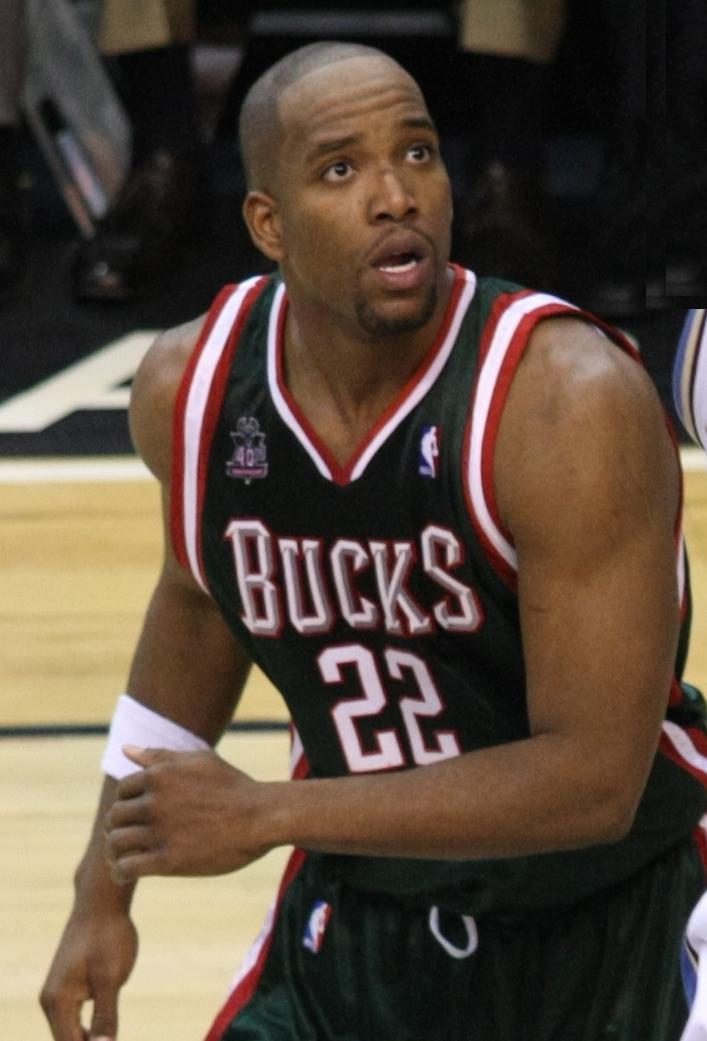
Michael Redd im Trikot der Bucks (2000–2011)

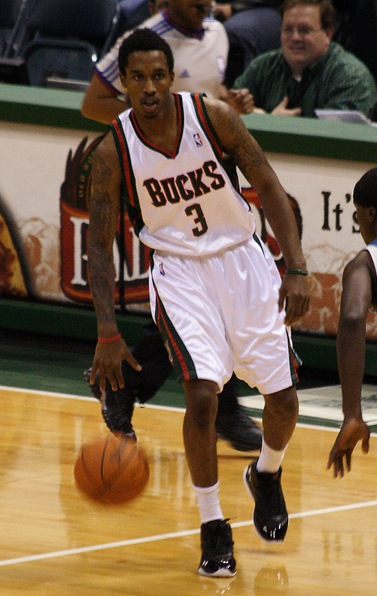
Point Guard Brandon Jennings (2009–2013)

| Nr. | Nat.               | Name                | Position | Zeit                 |
| --- | ------------------ | ------------------- | -------- | -------------------- |
| 1   | Vereinigte Staaten | Oscar Robertson     | Guard    | 1970–1974            |
| 2   | Vereinigte Staaten | Junior Bridgeman    | Forward  | 1975–1984, 1986–1987 |
| 4   | Vereinigte Staaten | Sidney Moncrief     | Guard    | 1979–1990            |
| 10  | Vereinigte Staaten | Bob Dandridge       | Forward  | 1969–1977, 1981      |
| 14  | Vereinigte Staaten | Jon McGlocklin      | Guard    | 1968–1976            |
| 16  | Vereinigte Staaten | Bob Lanier          | Center   | 1980–1984            |
| 32  | Vereinigte Staaten | Brian Winters       | Guard    | 1975–1983            |
| 33  | Vereinigte Staaten | Kareem Abdul-Jabbar | Center   | 1969–1975            |

| Name             | aktueller Verein |
| ---------------- | ---------------- |
| Ray Allen        | Karriere beendet |
| Nate Archibald   | Karriere beendet |
| Vin Baker        | Karriere beendet |
| Andrew Bogut     | Karriere beendet |
| Sam Cassell      | Karriere beendet |
| Dave Cowens      | Karriere beendet |
| Terry Cummings   | Karriere beendet |
| Monta Ellis      | Free Agent       |
| Alex English     | Karriere beendet |
| Adrian Dantley   | Karriere beendet |
| Brandon Jennings | Free Agent       |
| Marques Johnson  | Karriere beendet |
| Toni Kukoč       | Karriere beendet |
| Moses Malone     | † 2015           |
| Gary Payton      | Karriere beendet |
| Ricky Pierce     | Karriere beendet |
| Glenn Robinson   | Karriere beendet |
| Michael Redd     | Karriere beendet |
| Jack Sikma       | Karriere beendet |

## Statistiken
| Milwaukee Bucks |           |      |                                                                          |
| 1968/69         | 27:55     | 32,9 | Nicht für die Play-offs qualifiziert                                     |
| 1969/70         | 56:26     | 68,3 | 1:4 in den Eastern Division-Halbfinals gegen die New York Knicks         |
| 1970/71         | 66:16     | 80,5 | NBA-Meister mit 4:0 gegen die Washington Bullets                         |
| 1971/72         | 63:19     | 76,8 | 2:4 in den Western Conference-Finals gegen die Los Angeles Lakers        |
| 1972/73         | 60:22     | 73,2 | 2:4 in den Western Conference-Halbfinals gegen die Golden State Warriors |
| 1973/74         | 59:23     | 72,0 | 3:4 in den NBA-Finals gegen die Boston Celtics                           |
| 1974/75         | 38:44     | 46,3 | Nicht für die Play-offs qualifiziert                                     |
| 1975/76         | 38:44     | 46,3 | 1:2 in der ersten Runde gegen die Detroit Pistons                        |
| 1976/77         | 30:52     | 36,6 | Nicht für die Play-offs qualifiziert                                     |
| 1977/78         | 44:38     | 53,7 | 3:4 in den Western Conference-Halbfinals gegen die Denver Nuggets        |
| 1978/79         | 38:44     | 46,3 | Nicht für die Play-offs qualifiziert                                     |
| 1979/80         | 49:33     | 59,8 | 3:4 in den Western Conference-Halbfinals gegen die Seattle SuperSonics   |
| 1980/81         | 60:22     | 73,2 | 3:4 in den Eastern Conference-Halbfinals gegen die Philadelphia 76ers    |
| 1981/82         | 55:27     | 67,1 | 2:4 in den Eastern Conference-Halbfinals gegen die Philadelphia 76ers    |
| 1982/83         | 51:31     | 62,2 | 1:4 in den Eastern Conference-Finals gegen die Philadelphia 76ers        |
| 1983/84         | 50:32     | 61,0 | 1:4 in den Eastern Conference-Finals gegen die Boston Celtics            |
| 1984/85         | 59:23     | 72,0 | 0:4 in den Eastern Conference-Halbfinals gegen die Philadelphia 76ers    |
| 1985/86         | 57:25     | 69,5 | 0:4 in den Eastern Conference-Finals gegen die Boston Celtics            |
| 1986/87         | 50:32     | 61,0 | 2:3 in der ersten Runde gegen die Atlanta Hawks                          |
| 1987/88         | 42:40     | 51,2 | 0:4 in den Eastern Conference-Halbfinals gegen die Detroit Pistons       |
| 1988/89         | 49:33     | 59,8 | 1:3 in der ersten Runde gegen die Chicago Bulls                          |
| 1989/90         | 44:38     | 53,7 | 0:3 in der ersten Runde gegen die Philadelphia 76ers                     |
| 1990/91         | 48:34     | 58,5 | Nicht für die Play-offs qualifiziert                                     |
| 1991/92         | 31:51     | 37,8 | Nicht für die Play-offs qualifiziert                                     |
| 1992/93         | 28:54     | 34,1 | Nicht für die Play-offs qualifiziert                                     |
| 1993/94         | 20:62     | 24,4 | Nicht für die Play-offs qualifiziert                                     |
| 1994/95         | 34:48     | 41,5 | Nicht für die Play-offs qualifiziert                                     |
| 1995/96         | 25:57     | 30,5 | Nicht für die Play-offs qualifiziert                                     |
| 1996/97         | 33:49     | 40,2 | Nicht für die Play-offs qualifiziert                                     |
| 1997/98         | 36:46     | 43,9 | Nicht für die Play-offs qualifiziert                                     |
| 1998/99         | 28:22     | 56,0 | 0:3 in der ersten Runde gegen die Indiana Pacers                         |
| 1999/00         | 42:40     | 51,2 | 2:3 in der ersten Runde gegen die Indiana Pacers                         |
| 2000/01         | 52:30     | 63,4 | 3:4 in den Eastern Conference-Finals gegen die Philadelphia 76ers        |
| 2001/02         | 41:41     | 50,0 | Nicht für die Play-offs qualifiziert                                     |
| 2002/03         | 42:40     | 51,2 | 2:4 in der ersten Runde gegen die New Jersey Nets                        |
| 2003/04         | 41:41     | 50,0 | 1:4 in der ersten Runde gegen die Detroit Pistons                        |
| 2004/05         | 30:52     | 36,6 | Nicht für die Play-offs qualifiziert                                     |
| 2005/06         | 40:42     | 48,8 | 1:4 in der ersten Runde gegen die Detroit Pistons                        |
| 2006/07         | 28:54     | 34,1 | Nicht für die Play-offs qualifiziert                                     |
| 2007/08         | 26:56     | 31,7 | Nicht für die Play-offs qualifiziert                                     |
| 2008/09         | 34:48     | 41,5 | Nicht für die Play-offs qualifiziert                                     |
| 2009/10         | 46:36     | 56,1 | 3:4 in der ersten Runde gegen die Atlanta Hawks                          |
| 2010/11         | 35:47     | 42,7 | Nicht für die Play-offs qualifiziert                                     |
| 2011/12         | 31:35     | 47,0 | Nicht für die Play-offs qualifiziert                                     |
| 2012/13         | 38:44     | 46,3 | 0:4 in der ersten Runde gegen die Miami Heat                             |
| 2013/14         | 15:67     | 18,3 | Nicht für die Play-offs qualifiziert                                     |
| 2014/15         | 41:41     | 50,0 | 2:4 in der ersten Runde gegen die Chicago Bulls                          |
| 2015/16         | 33:49     | 40,2 | Nicht für die Play-offs qualifiziert                                     |
| 2016/17         | 42:40     | 51,2 | 2:4 in der ersten Runde gegen die Toronto Raptors                        |
| 2017/18         | 44:38     | 51,2 | 3:4 in der ersten Runde gegen die Boston Celtics                         |
| 2018/19         | 60:22     | 73,2 | 2:4 in den Eastern Conference-Finals gegen die Toronto Raptors           |
| 2019/20         | 56:17     | 76,7 | 1:4 in den Eastern Conference-Halbfinals gegen die Miami Heat            |
| 2020/21         | 46:26     | 63,9 | NBA-Meister mit 4:2 gegen die Phoenix Suns                               |
| 2021/22         | 51:31     | 62,2 | 3:4 in den Eastern Conference-Halbfinals gegen die Boston Celtics        |
| 2022/23         | 58:24     | 70,7 | 1:4 in der ersten Runde gegen die Miami Heat                             |
| 2023/24         | 49:33     | 59,8 | 2:4 in der ersten Runde gegen die Indiana Pacers                         |
| 2024/25         | 48:34     | 58,5 | 1:4 in der ersten Runde gegen die Indiana Pacers                         |
| Gesamt          | 2433:2161 | 53,0 | 137:157 in den Playoffs (46,6 %) – 2 NBA-Meisterschaften                 |